# Juli (banda)
Juli es un grupo de música pop-rock originario de la ciudad de Gießen, en Hesse, Alemania. Lo forman la cantante Eva Briegel, los guitarristas Jonas Pfetzing y Simon Triebel, el bajista Andreas "Dedi" Herde y el batería Marcel Römer. Han publicado tres discos y diez sencillos.

## Historia

### Sunnyglade
Sunnyglade existía desde 1996. En un principio el cantante era Simon Triebel y el batería era Martin Möller. Más tarde, la cantante Miriam Adameit entró a formar parte del grupo. Con esta formación la banda grabó en 1998 un disco llamado Pictures Of My Mind, del que se comercializaron tan solo 500 ejemplares.
Desde comienzos del año 2000 Eva Briegel y Marcel Römer se unieron casi simultáneamente al conjunto. Desde entonces la formación de la banda no ha sufrido más modificaciones. Con Sunnyglade —cuyas letras estaban aún en inglés— ganaron el Hessischen Rockpreis 2000 y alcanzaron la segunda posición en el Deutscher Pop-Preis del DRMV.
A principios de 2001 contrataron con EMI su primera grabación, que tuvo lugar en Berlín bajo la batuta del productor Lutz Fahrenkrog-Petersen, hermano pequeño de Uwe Fahrenkrog-Petersen, compositor y teclista de la popular banda de la Neue Deutsche Welle Nena. Allí conocieron a los grupos berlineses Kain y Tex, cuya música en alemán fue de su agrado; este encuentro les movió a cambiar el nombre Sunnyglade por Juli y a comenzar a componer en su idioma. El nombre lo tomaron de una canción homónima de Tex.

### Los comienzos de Juli
La primera actuación con su nuevo nombre tuvo lugar en junio de 2002 y convenció al público, a su discográfica y a los propios músicos. Durante ese año consiguieron convencer también al productor Michael Gerlach. En octubre de 2002 realizaron una nueva grabación profesional, de la que se hicieron eco diferentes discográficas. Esto movió a EMI a organizar un espectáculo de presentación para la banda, que tuvo lugar el 16 de enero de 2003 en el Oxymoron de Berlín. Tres meses más tarde, el 24 de abril de 2003, Universal Music organizó una actuación unplugged de varios artistas delante de un jurado en la cual Eva Briegel y Jonas Pfetzing interpretaron cuatro canciones en nombre de Juli, invitados por un "A&R" que les había visto tocar en enero. Es de suponer que a raíz de esa actuación se tomó la determinación de ofrecerles un contrato. En agosto de 2003, Juli firmaron su primer contrato discográfico con la firma Popkomm, en Colonia.

### Comienzo del éxito

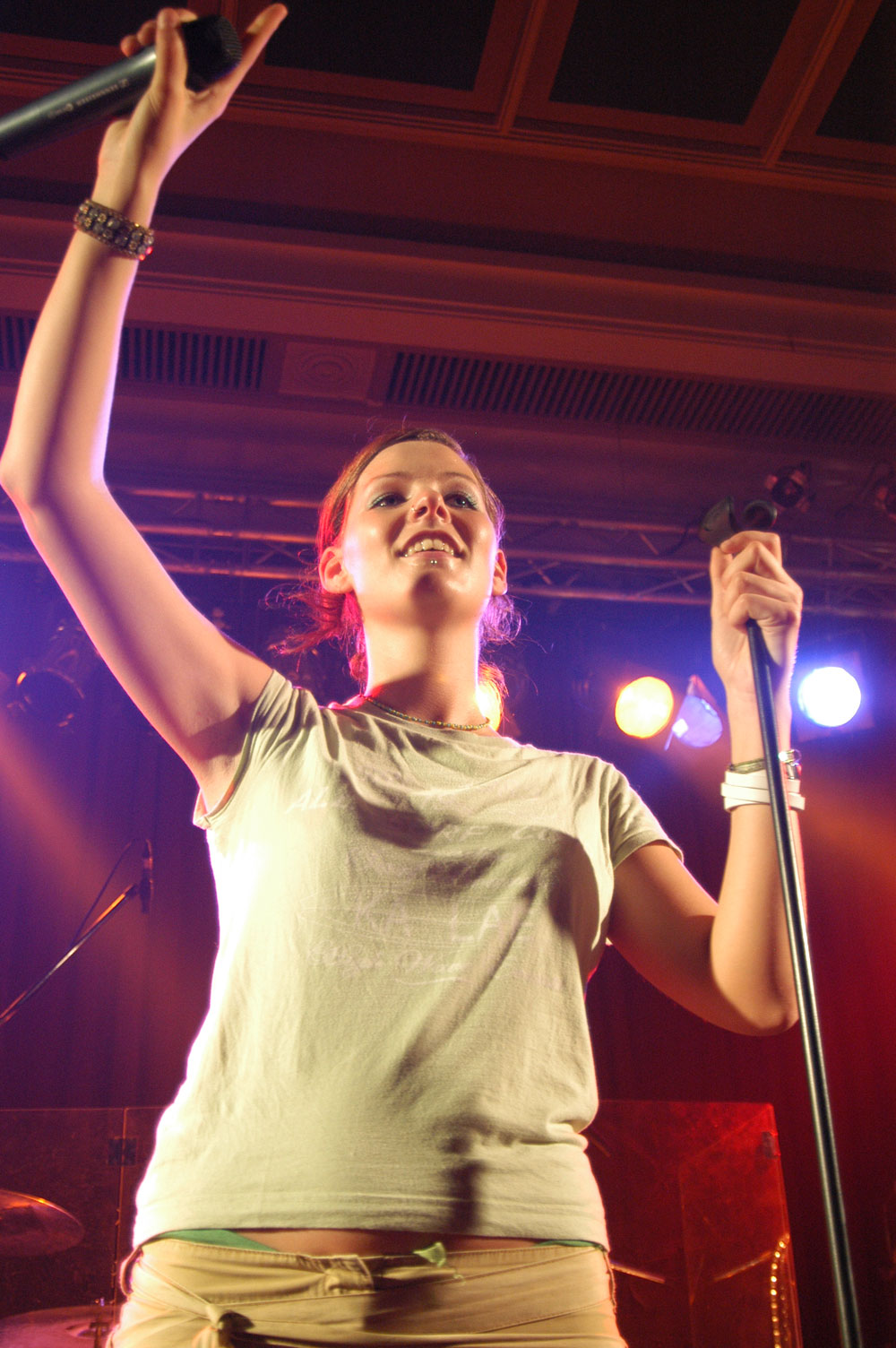
El 2 de noviembre de 2004 en Erfurt.

Su primer sencillo Perfekte Welle apareció a finales de junio de 2004 y se mantuvo durante más de un año en las listas de singles alemanas (en noviembre de 2004 llegó al puesto número 2) y alcanzó el estatus de disco de oro. La canción se convirtió en una especie de himno del movimiento musical que empezaba a surgir en 2004 caracterizado por tener letras en alemán y dio su nombre a una serie de recopilatorios de música pop en dicho idioma (Perfekte Welle – Musik von hier; "Ola perfecta - música de aquí").
El disco Es ist Juli, que vio la luz en septiembre de 2004, protagonizó una espectacular entrada en las listas de álbumes subiendo directamente al puesto número 3 (posteriormente alcanzaría el 2) y se convirtió en un múltiple platino con más de un millón de unidades vendidas (a fecha de julio de 2006). Se mantuvo un año ininterrumpidamente entre los 25 más vendidos.
Tras su participación en la gira de la cadena 1 Live por Renania del Norte-Westfalia en septiembre de 2004, Juli comenzó en octubre una gira propia por distintos locales que les llevó por toda Alemania y cuyas entradas se vendieron íntegramente. A continuación se embarcaron en una gira como teloneros de Rosenstolz por Alemania, Austria y Suiza.
Die perfekte Welle cuenta la historia de un surfer que está esperando una ola, una metáfora sobre cómo hay que aprovechar las ocasiones que se presentan después de largos periodos de espera. Tras el tsunami que asoló las costas del Océano Índico en diciembre de 2004 y en el que murieron más de 280.000 personas, Die perfekte Welle dejó de emitirse en las radios alemanas. Esto fue así debido a que algunas partes de la canción eran susceptibles de ser malinterpretadas. Por ejemplo:
| Das ist die perfekte Welle                | Esta es la ola perfecta,            |
| das ist die perfekte Tag                  | este es el día perfecto,            |
| lass dich einfach von ihr tragen          | déjate llevar por ella              |
| denk am besten gar nicht nach.            | mejor no te lo pienses.             |
| [...] Jetzt kommt sie langsam auf dich zu | Ahora se acerca lentamente hacia ti |
| das Wasser schlägt dir ins Gesicht        | el agua te golpea en la cara        |
| siehst dein Leben wie ein Film.           | ves tu vida como una película       |

Algunos fanes lamentaron la reacción de las emisoras al considerar que en realidad la canción transmite un mensaje positivo y no tiene nada que ver con catástrofes, y consideraron la acción como un ejemplo de exagerada corrección política. Juli y Universal Music se mostraron comprensivos con la retirada del sencillo.
El 12 de febrero de 2005 Juli ganó el concurso de Bundesvision representando a Hesse con la canción Geile Zeit. Pocos días más tarde comenzaron el "Es-ist-Juli"-Tour, en el que estuvieron inmersos durante gran parte del año 2005. También actuaron en el concierto del Live 8 en Berlín, donde tocaron Geile Zeit y Perfekte Welle. Durante este tiempo sacaron al mercado otros tres sencillos, con menos éxito: Regen und Meer, Warum y November. El videoclip de Regen und Meer estuvo rodeado de polémica, pues muestra a Juli como un grupo terrorista de 1977; la trama guarda relación con la Fracción del Ejército Rojo y el secuestro y asesinato de Hanns Martin Schleyer. El tema Sterne fue elegido en 2005 por la ZDF como sintonía de cabecera para el Tour de Francia.

### El segundo álbum

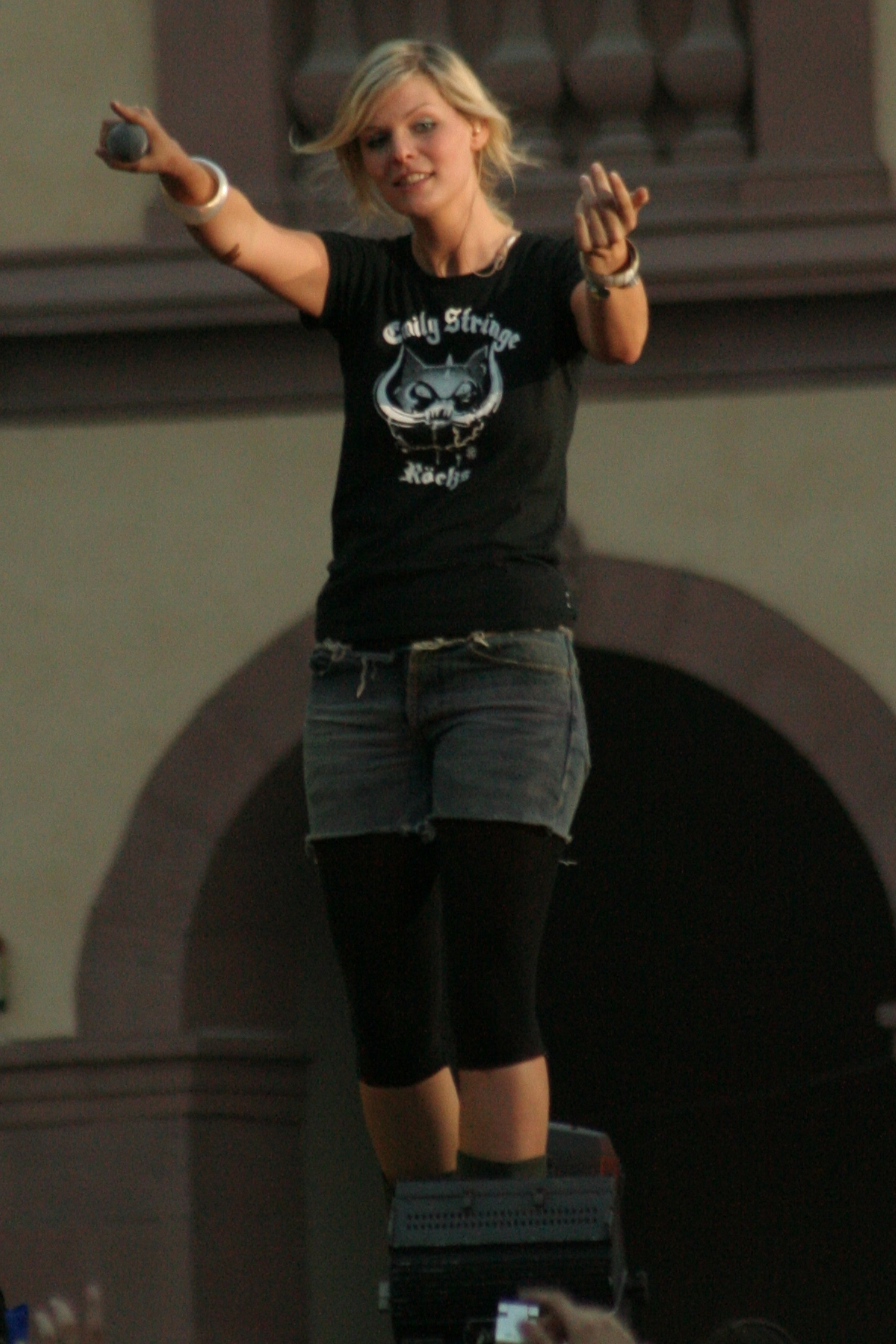
Eva Briegel en 2007 en Mannheim.

Desde finales de 2005 en adelante la banda apenas tuvo actuaciones oficiales, permaneciendo en su lugar en Bochum para trabajar en su segundo disco de estudio, Ein neuer Tag. Juli optaron por dotar a su nuevo trabajo de un tono más pausado y un sonido más maduro que el anterior. Durante 2006 tocaron sobre todo en festivales, como el Schlossgrabenfest, el Donauinselfest y el Sondgarden Festival. En julio de 2006 terminaron el disco. Antes del lanzamiento de Ein neuer Tag Juli dispusieron de gran presencia en los medios para promocionarse. El 22 de septiembre de 2006 se publicó el primer sencillo del disco, llamado Dieses Leben, que entró directamente al top 5 de las listas de singles. El disco no haría lo propio hasta el 13 de octubre. Se vendieron 75.000 copias solo en la primera semana y alcanzó el número 18 en las World United Album Charts. De hecho ya había alcanzado el estatus de disco de platino antes de su lanzamiento, con 200.000 pedidos anticipados.
El 30 de noviembre de 2006 ganaron el premio Bambi en la categoría de "música nacional" y el 7 de diciembre de ese mismo año recibieron el Eins-Live-Krone, el premio más importante en Alemania concedido por oyentes de radio.
Tras lanzar el segundo single, Wir Beide, Juli comenzaron la gira del nuevo disco. Algunos conciertos agotaron sus localidades con semanas de antelación o tuvieron que ser trasladados a recintos con más aforo. Durante el verano tocaron en diversos festivales, tras lo cual reemprendieron su gira en otoño.
El tercer sencillo de Ein neuer Tag fue Zerrissen. El 7 de julio de 2007 Juli actuaron en el concierto del Live Earth en Hamburgo. El 27 de julio salió al mercado un dueto de la cantante Eva Briegel con Chris Carrabba, líder de Dashboard Confessional. En septiembre de 2007, lanzaron como sencillo la canción que da nombre al disco (Ein neuer Tag), así como un DVD en directo llamado Ein neuer Tag -live.

## Estilo

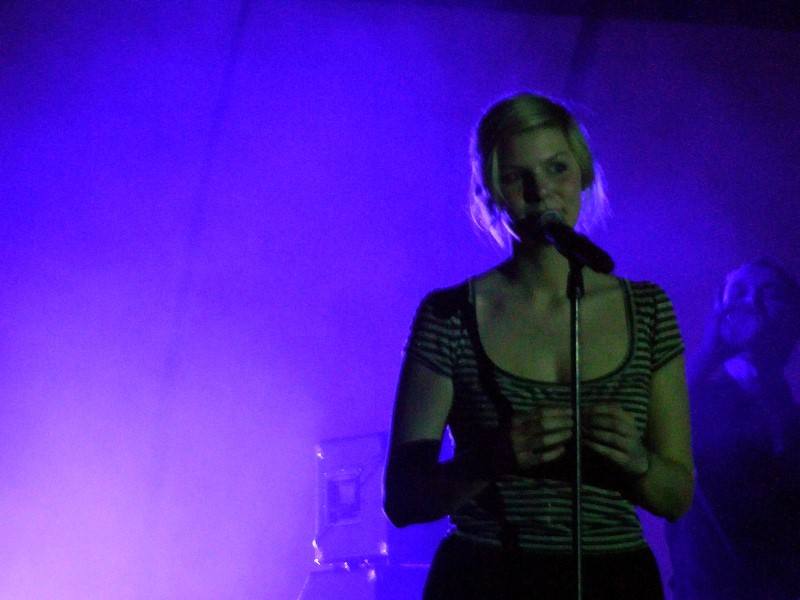
Actuación en Maguncia el 21 de enero de 2007.

Las canciones de Juli son en su práctica totalidad composiciones de la cantante y ambos guitarristas, si bien no se trata de un trabajo conjunto; cada uno de ellos compone sus propios temas y posteriormente se los presenta al resto del grupo ya casi terminados. Juli no se consideran a sí mismos una banda de rock, sino que clasifican su estilo como "pop alternativo". Tratan de poner mucho énfasis en la composición de las letras y desde sus comienzos intentaron dirigirse a un público más adulto que juvenil.
Juli es uno de los grupos que más suenan por la radio en Alemania. Los primeros singles de cada uno de sus discos (Perfekte Welle, Geile Zeit y Regen und Meer) llegaron a número uno de las listas de éxitos radiofónicos en Alemania y se mantuvieron durante meses en el top 10. Dieses Leben también alcanzó la posición más alta, permaneciendo en ella ininterrumpidamente durante cinco semanas.

## Relación con otros artistas

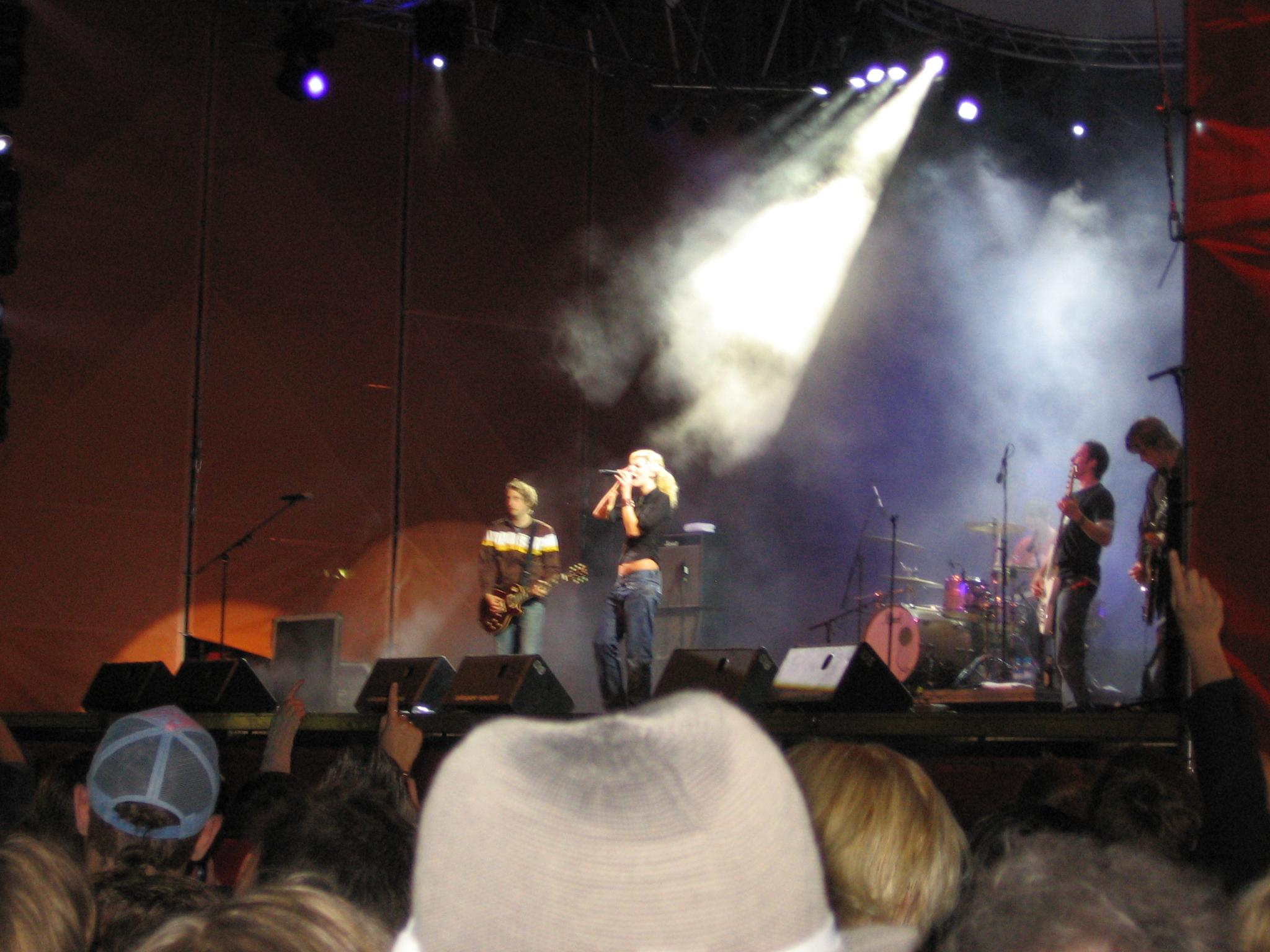
Juli en Darmstadt el 27 de mayo de 2006.

Prácticamente al mismo tiempo que se producía el despegue de Juli, comenzaron a tener éxito otras bandas con letras en alemán. Poco antes de que saliera el primer disco de Juli, Christina Stürmer (mayo de 2003), Wir sind Helden (agosto de 2003) y Silbermond (marzo de 2004) habían cosechado sus primeros éxitos. Esas tres bandas se caracterizaban porque la cantante era una chica y las canciones estaban en alemán, por lo tuvieron que enfrentarse a multitud de comparaciones de las que Juli se intentaron desmarcar rotundamente. En realidad los tres grupos componían sus letras en alemán años antes de tener un contrato discográfico.

## Discografía

### Álbumes
| Año  | Título               | Listas de ventas | Listas de ventas | Listas de ventas | Fecha de lanzamiento     |
| Año  | Título               | Alemania ·       | Austria ·        | Suiza ·          | Fecha de lanzamiento     |
| ---- | -------------------- | ---------------- | ---------------- | ---------------- | ------------------------ |
| 2004 | Es ist Juli          | 2                | 4                | 7                | 20 de septiembre de 2004 |
| 2006 | Ein neuer Tag        | 1                | 4                | 3                | 13 de octubre de 2006    |
| 2007 | Ein neuer Tag – live | 24               | -                | -                | 28 de septiembre de 2007 |
| 2010 | In Love              | 4                | 17               | 33               | 17 de septiembre de 2010 |
| 2014 | Insel                | 10               | 66               | 73               | 3 de octubre de 2014     |

### Sencillos
| Año  | Título                                              | Listas de ventas | Listas de ventas | Listas de ventas | Fecha de lanzamiento     |
| Año  | Título                                              | Alemania ·       | Austria ·        | Suiza ·          | Fecha de lanzamiento     |
| ---- | --------------------------------------------------- | ---------------- | ---------------- | ---------------- | ------------------------ |
| 2004 | Perfekte Welle Es ist Juli                          | 2                | 2                | 18               | 28 de junio de 2004      |
| 2004 | Geile Zeit Es ist Juli                              | 19               | 19               | 32               | 15 de noviembre de 2004  |
| 2005 | Regen und Meer Es ist Juli                          | 31               | 52               | -                | 2 de mayo de 2005        |
| 2005 | Warum Es ist Juli                                   | 47               | 52               | -                | 15 de agosto de 2005     |
| 2005 | November (lim. 6.000) Es ist Juli                   | 49               | -                | -                | 11 de noviembre de 2005  |
| 2006 | Dieses Leben Ein neuer Tag                          | 5                | 7                | 22               | 22 de septiembre de 2006 |
| 2006 | Wir beide Ein neuer Tag                             | 23               | 55               | -                | 15 de diciembre de 2006  |
| 2007 | Zerrissen Ein neuer Tag                             | 15               | 22               | -                | 27 de abril de 2007      |
| 2007 | Stolen (con Dashboard Confessional) Dusk and Summer | 15               | -                | -                | 27 de julio de 2007      |
| 2007 | Ein neuer Tag                                       | 85               | -                | -                | 21 de septiembre de 2007 |

### DVD
| Año  | Título               | Listas de ventas | Listas de ventas | Listas de ventas | Fecha de lanzamiento     |
| Año  | Título               | Alemania         | Austria          | Suiza            | Fecha de lanzamiento     |
| ---- | -------------------- | ---------------- | ---------------- | ---------------- | ------------------------ |
| 2007 | Ein neuer Tag - LIVE | 4                | -                | -                | 28 de septiembre de 2007 |

### Colaboraciones
| Año  | Título                                                 | Publicado en             |
| ---- | ------------------------------------------------------ | ------------------------ |
| 2004 | Half a Step Hacienda feat. Eva Briegel                 | This Very Moment         |
| 2006 | Keine Polizei Winson feat. Marcel Römer (a la batería) | Frag die richtigen Leute |
| 2007 | Stolen Dashboard Confessional feat. Juli               | Dusk and Summer          |